# Formiate de propyle

Le formiate de propyle ou méthanoate de propyle est l'ester de l'acide formique (acide méthanoïque) avec le propanol et de formule semi-développée HCOOCH2CH2CH3 utilisé comme arôme dans l'industrie alimentaire et la parfumerie.
Sa formule brute est la même que celle de l'acide butanoïque.